# پدر جان اول شما
پدر جان اول شما (به هندی: Mere Baap Pehle Aap) فیلمی محصول سال ۲۰۰۸ و به کارگردانی پریادارشان است. در این فیلم بازیگرانی همچون آکشای کانا، جنلیا دی‌سوزا، پارش راوال، اوم پوری، راجپال یاداو، شوبانا، آرچانا پوران سینگ، مانوج جوشی، نصیرالدین شاه ایفای نقش کرده‌اند.